# Сесілі Крістін Шоллер

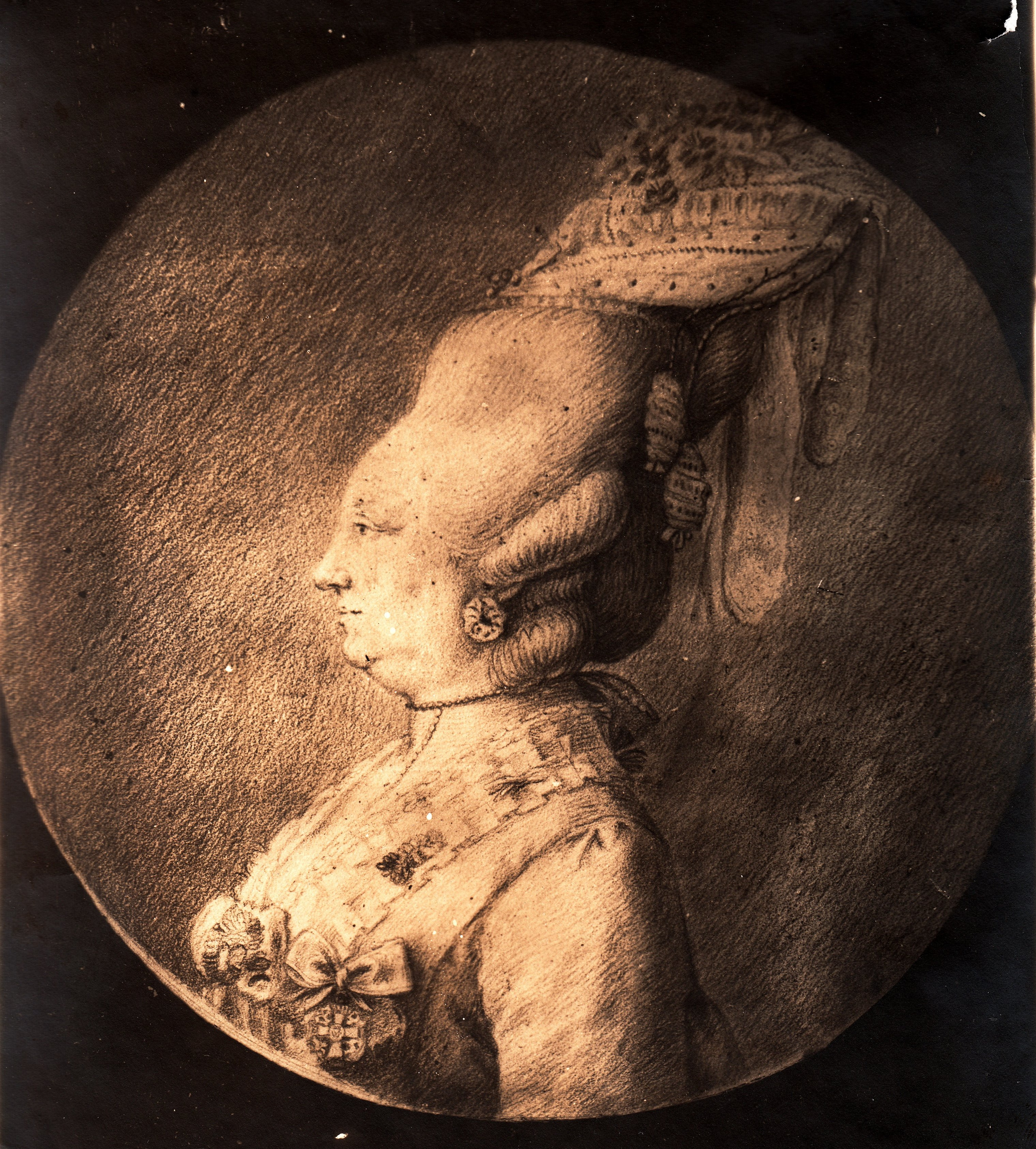
Сесілі Крістін Шоллер

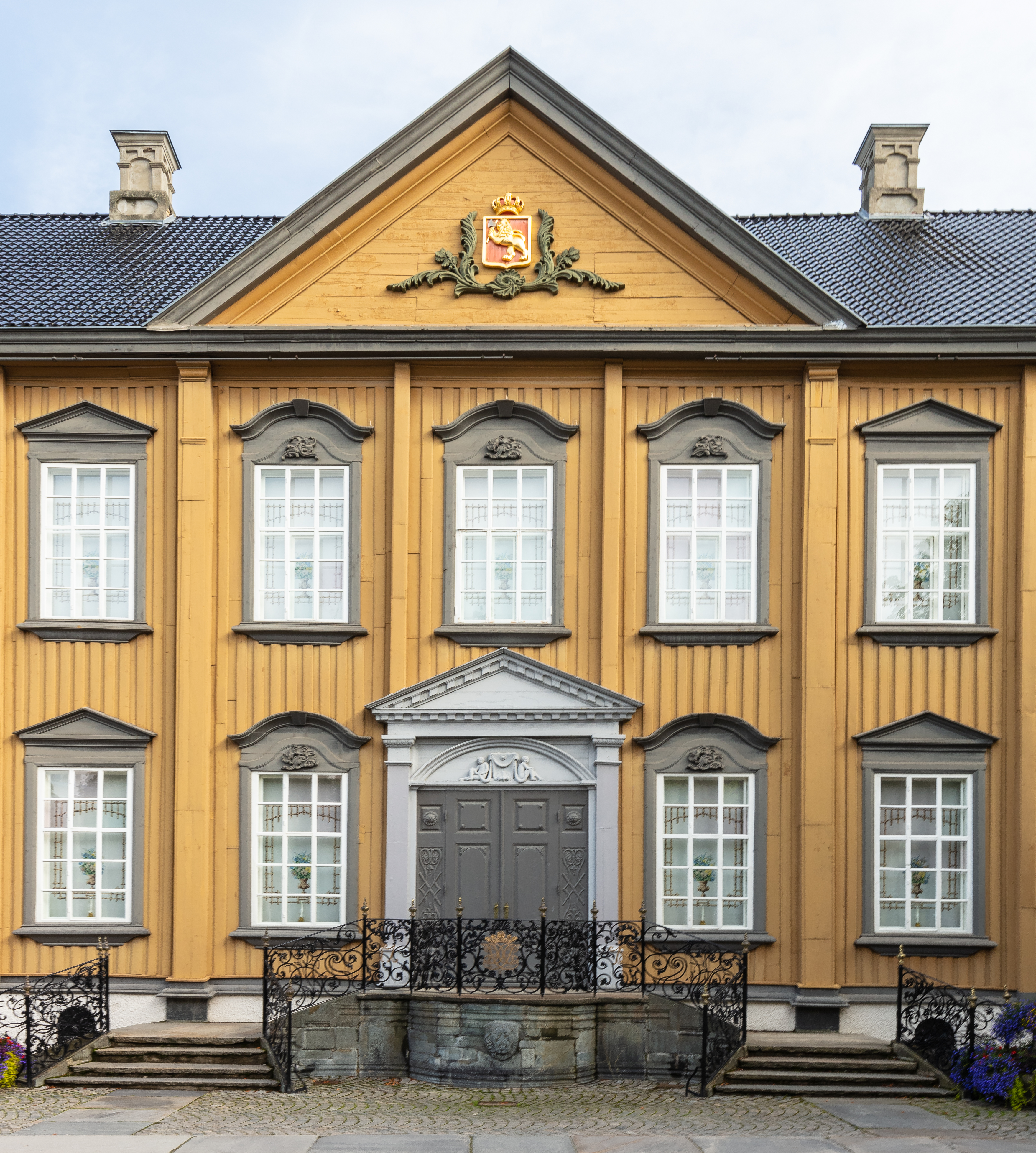
Стіфтсгорден, Тронгейм

Сесілі Крістін Шоллер (норв. Cecilie Christine Schøller), при народженні Сідсель Кірстін Фреліх (норв. Sidsel Kirstine Frølich) (нар. 16 березня 1720 - пом. 19 квітня 1786) —  норвезька громадська діячка, власниця землі та підприємець. Вона була будівельником і власницею Стіфтсгорден, нині королівської резиденції в Тронгеймі, Норвегія.   

## Біографія
Вона народилася в Тенсберг у Йохана Фредеріка Фреліха (1681-1757) і Гіллеборг фон Веттберг. Її батько мав прусське коріння, а мати данське та німецьке походження. Сім'я переїхала до Тронгейму в 1740 році, коли Йохан Фредерік Фреліх став командуючим генералом Норденф'єлса, північної половини Норвегії. У 1742 році вона вийшла заміж за заможного камергера і купця Сті Тонсберга Шоллера (1700–1769). Він став губернатором графства (stiftamtmann) в Тронгеймі, а також членом Королівського норвезького товариства наук і листів з 1766 р. до своєї смерті в 1769 р. 
Сесілі Крістін Шоллер продовжила справу свого чоловіка після його смерті. Вона продовжувала його широкі ділові інтереси, включаючи лісопилку в Лейрі біля Нідельви. У 1771 році вона успадкувала ферму батьків у Мункеготі та придбала кілька сусідніх будинків. У 1774–1776 роках вона побудувала найбільший дерев’яний палац у Скандинавії Стіфтсгорден у Тронгеймі, який з 1800 року був офіційною королівською резиденцією в Тронгеймі. Вона також була фінансистом і благодійницею Королівського норвезького товариства наук і літератури і вважалася важливим представником золотого століття в Тронгеймі у 18 столітті. 
Її зробили дамою де Л'уніон парфейте в 1769 році, а звання радника (geheimerådinne) отримали в 1776 році: це був найвищий титул, який коли-небудь давали не знатній норвежці, і вперше титул давали жінці взагалі. Вона назавжди переїхала до Копенгагена в 1783 р. і померла там у 1786 р. Похована на кладовищі Ассістенс.

## Інші джерела
- Андерсен, Ейштейн М. (2006) Stiftsgården - Det kongelige palé i Trondheim (Andrimne Forlag: Oslo)ISBN 82-92546-10-3